# Ronnie Whelan
Pour les articles homonymes, voir Whelan.
Ronald Andrew "Ronnie" Whelan, né le 25 septembre 1961 à Dublin en Irlande, est un footballeur international irlandais devenu ensuite entraîneur. Jouant au poste de milieu de terrain, Whelan a passé la majeure partie de sa carrière au club de Liverpool Football Club. Il est sélectionné en équipe de république d'Irlande de football à 53 reprises.
Ronnie Whelan est aujourd’hui consultant pour la télévision irlandaise.

## Biographie

### Ses débuts
Ronnie Whelan nait au sein d’une famille de footballeurs de Dublin. Son père Ronnie Whelan Snr est un ancien international irlandais et membre de l'équipe de St. Patrick's Athletic FC qui domine le football irlandais des années 1950. Son frère Paul Whelan joue lui aussi au football dans les clubs irlandais de Bohemian FC et des Shamrock Rovers.
Whelan apprend le football dans les équipes de jeunes du club dublinois de Home Farm FC. Il intègre l’équipe première du club très jeune, faisant ses débuts en première division irlandaise dès l’âge de 16 ans. Très vite remarqué par les recruteurs anglais, il signe le 19 septembre 1979 soit quelques jours avant son dix-huitième anniversaire pour le club anglais de Liverpool FC dirigé alors par Bob Paisley pour la somme de 35 000 livres sterling, et devenant ainsi le premier joueur irlandais de confession catholique a revêtir la tunique rouge, Liverpool étant jusqu'alors un club à l'organigramme profondément orangiste. Il fait ses débuts en équipe première 18 mois plus tard, le 3 avril 1981 lors d’un match de championnat contre Stoke City. Il marque à cette occasion son premier but avec les Reds. Cette apparition en équipe première est la seule de la saison, Whelan jouant par ailleurs de manière régulière avec l’équipe réserve de Liverpool.

### Sa carrière à Liverpool
Lors de la saison 1981-1982, Ronnie Whelan gagne sa place dans l’équipe de Liverpool et se fixe sur le côté gauche du milieu de terrain. Son apparition dans l’équipe met fin à la carrière de Ray Kennedy auquel Whelan prend aussi son numéro 5. Il fait cette année-là une excellente saison participant activement à la conquête du titre de champion d’Angleterre. Whelan remporte aussi un deuxième trophée avec la victoire en Coupe de la Ligue d'Angleterre de football après la victoire en finale contre Tottenham Hotspur sur le score de 3 buts à 1.
Lors de la saison 1982-1983, Liverpool conserve ces deux trophées, Whelan marquant en finale de la Coupe de la Ligue contre Manchester United. Whelan est un des joueurs majeurs du club qui réussit la conquête de trois trophées en 1983-1984 :le championnat et la coupe de la Ligue, mais aussi la Coupe d'Europe des clubs champions.
La saison suivante fut particulièrement douloureuse pour Whelan et pour Liverpool. Le club ne remporte aucun trophée, mais surtout subit le désastre du Heysel. La saison1985-1986 est elle plus glorieuse : sous la direction de Kenny Dalglish Liverpool obtient un nouveau titre de champion d’Angleterre auquel s’ajoute une victoire en Coupe d'Angleterre de football. Cette victoire a un goût tout particulier pour Liverpool car elle est obtenue à la suite d'une finale remportée sur le grand rival de la ville Everton FC. C’est la première fois que les deux clubs du Merseyside se rencontrent en finale de cette compétition. Ronnie Whelan marque deux des trois buts de la victoire des «Reds » (score final 3 buts à 1). Liverpool s’offre enfin le triplé avec une nouvelle Coupe de la Ligue. C’est le deuxième doublé Coupe d’Angleterre/Coupe de la Ligue du XXe siècle.
La saison 1986-1987 est de nouveau sans victoire, Liverpool échouant en finale de la Coupe de la Ligue contre Arsenal FC et à la deuxième place du championnat derrière Everton FC. Avec l’arrivée de l’international anglais John Barnes, Liverpool avec un football chatoyant remporte un nouveau titre de champion et la Coupe de la Ligue. Whelan, lui, ne dispute pas la finale de la compétition car Nigel Spackman, profitant d’une longue blessure de Whelan, lui a pris sa place dans l’équipe type. En fin de saison, Liverpool échoue en finale de la Coupe d'Angleterre contre Wimbledon FC.
Une blessure de son capitaine Alan Hansen permet à Whelan de devenir le nouveau capitaine de Liverpool pendant quasiment toute la saison 1988-1989. Confronté une nouvelle fois à un désastre, celui de la tragédie de Hillsborough, Whelan se révèle en véritable leader sur la pelouse et en dehors.
Après le rétablissement d’Hansen, Whelan conserve le brassard de capitaine. Il soulève la Coupe du vainqueur de la FA Cup après une nouvelle victoire sur Everton FC. Mais l’année se termine sur un échec : Liverpool perd le titre de champion lors d’un match à domicile contre Arsenal FC sur le score de 1 buts à 2, le but de la victoire ayant été marqué  dans les arrêts de jeu. Arsenal est le champion d’Angleterre et empêche Liverpool de faire le doublé Coupe/Championnat.
Liverpool remporte le championnat en 1989-1990, mais l’influence de Whelan sur l’équipe s’avère mineure à cause de nombreuses blessures. Ronnie Whelan reste à Liverpool jusqu’au terme de la saison 1993-1994. Il connait alors une période tumultueuse alternant coup d’éclat comme le but permettant à Liverpool de se qualifier pour la finale de la Cup 1992 et les blessures comme celle qui l’oblige à manquer cette même finale. À cette époque là, Liverpool n’est plus la force dominante du football anglais comme cela a été le cas lors de la décennie 1980.

### Sa carrière internationale
Ronnie Whelan est un international irlandais depuis 1981. Il fait ses grands débuts en équipe de république d'Irlande de football le 29 avril 1981 en entrant en cours de match contre l’équipe de Tchécoslovaquie de football à Lansdowne Road. L'Irlande remporte le match sur le score de 3 buts à 1.
Whelan est titulaire dans l’équipe d’Irlande qui participe au Championnat d'Europe de football 1988 disputé en Allemagne. L’équipe réalise l’exploit de battre l’équipe d'Angleterre de football sur le score de 1 à 0. Whelan marque le but irlandais lors du match nul 1-1 contre l’URSS. L'équipe d'Irlande est finalement éliminée dès le premier tour après une défaite contre les Pays-Bas.

### Sa carrière d’entraineur
Après son départ d’Anfield, Ronnie Whelan rejoint Southend United Football Club en tant qu’entraîneur-joueur. Il travaille ensuite en tant qu’entraîneur pour des clubs grecs et chypriotes : Panionos, Olympiakos Nicosie et Apollon Limassol. Son plus grand succès en tant qu’entraineur est la carrière de Panionos lors de la Coupe de l'UEFA 1998-1999. L’équipe se hisse pour la première fois en quart de finale de la compétition où elle est éliminée par le club italien de la Lazio Rome sur le score sans appel de 4-0 et 3-0.

### Une reconversion dans les médias
Ronnie Whelan devient un consultant apprécié de la télévision irlandaise, RTÉ. Il couvre essentiellement le championnat anglais et la Ligue des champions de football. Il fait partie du groupe de consultant de la télévision nationale pour la Coupe du monde de football 2010 en Afrique du Sud,

## Carrière
- 1978-1979 : Home Farm FC  Irlande
- 1979-1994 : Liverpool  Angleterre
- 1994-1996 : Southend United  Angleterre[3]

## Palmarès

### En club
- Vainqueur de la Coupe d'Europe des Clubs Champions en 1984 avec Liverpool
- Champion d'Angleterre en 1982, en 1983, en 1984, en 1986, en 1988 et en 1990 avec Liverpool
- Vainqueur de la Coupe d'Angleterre (FA Cup) en 1986 et en 1989 avec Liverpool
- Vainqueur de la League Cup en 1982, en 1983 et en 1984 avec Liverpool
- Vainqueur du Charity Shield en 1982, en 1986, en 1988, en 1989 et en 1990 avec Liverpool
- Vainqueur de la Screen Sport Super Cup en 1986 avec Liverpool
- Finaliste de la Coupe Intercontinentale en 1984 avec Liverpool
- Finaliste de la Supercoupe d'Europe en 1984 avec Liverpool
- Finaliste de la  Coupe d'Europe des Clubs Champions en 1985 avec Liverpool

### EnÉquipe d'Irlande
- 53 sélections et 3 buts entre 1981 et 1995
- Participation au Championnat d'Europe des Nations en 1988 (Premier Tour)
- Participation à la Coupe du Monde en 1990 (1/4 de finaliste) et en 1994 (1/8 de finaliste)

## Sources
- (en) Stephen McGarrigle, The Complete who's who of Irish international football : 1945-1996, Edimbourg, Mainstream Publishing, octobre 1996, 237 p. (ISBN 1-85158-894-9), p. 191-192